# Пећине Агтелека и Словачког карста
Пећине Агтелека и Словачког карста су УНЕСКО-ва светска баштина која се састоји од 712 пећина распоређених на укупној површини од 55 800 ха дуж границе Мађарске и Словачке.

## Пећине
Овај локалитет УНЕСКО-ве светске баштине укључује седам компоненти. То су Агтелек, брдо Szendrő-Rudabánya и брдо Esztramos у Мађарској, и ледена пећина Добшинска, висораван Кониар, висораван Плешивец и околина Силике и Јасова у Словачкој.
Пећине су:
- Комплекс Барадла и Домица
- Гомбасек пећина
- Ледена пећина Силика
- Ледена пећина Добшинска
- Охтинска арагонитна пећина
- Јасовска пећина

Комплекс пећина Барадла-Домица је дуг 21 км од чега је четвртина на словачкој страни, а остатак у Мађарској. Први писани запис о пећини Барадла датира из 1549. године а од 1920. године служи као туристичка атракција. Јан Мајко открио је пећину Домица (словачки део комплекса) 1926. године, која је отворена за јавност 1932. и има више од 1 700 м. Пећина је била насељена чак 5000 година пре нове ере и важно је археолошко налазиште Буки (Буховохорске) културе. Температура у словачком делу варира између 10 и 12,3 °C, са влажношћу од преко 95%.
Пећина Гомбасек откривена је 1951. године и са 530 од својих 1 525 м отворена је за јавност од 1955. Пећина се такође експериментално користи за „спелеотерапију“ као санаторијум, фокусиран на болести дисајних путева захваљујући константној температури од 9 °C, високој влажности ваздуха од 98% и повољној микроклими. Геоморфолошки је једна од најмлађих, али ипак и једна од најимпресивнијих пећина у Словачкој, са изванредним украсима, због којих је добила надимак "Бајковита пећина".
Ледена пећина Добшина додата је на листу компоненти овог локалитета светске баштине тек 2000. године. Пећину је 1870. открио Еуген Руфињи, мада је улаз био познат много раније. Будући да је отворена за јавност само годину дана након свог открића, 1887. године постала је прва електрично осветљена пећина у Европи. Отприлике једна трећина од њених 1 483 м дужине је отворена од маја до септембра. Дебљина леда на поду је око 25 м, са површином од 11 200 м² и процењеном запремином од 145 000 м³ леда. Просечна температура је -1 °C а релативна влажност између 96 и 99%. Ова пећина спада међу најлепше и најбогатије украшене ледене пећине на свету.
Иако је  Охтинска арагонитна пећина дугачка само 300 м са туристичким обиласком не дужим од 230 м, позната је по ретком испуњавању арагонитом пошто су до сада у свету откривене само три пећине са арагонитом. У такозваној дворани Млечни пут, главној атракцији пећине, беле гране и гроздови арагонита блистају као звезде у Млечном путу. Пећина је откривена 1954. године и отворена је за јавност 1972. године. Температура у пећини је око 7 °C са релативном влажношћу између 92 и 97%.
Јасовска пећина је била делимично отворена за јавност 1846, што је чини пећином која је најраније била отворена за јавност у Словачкој. Нижи делови пећине су откривени између 1922. и 1924. године. Више од једне трећине њених 2 148 м укупне дужине је отворено за јавност. У пећини су пронађени палеолитски и неолитски артефакти, као и артефакти из доба Халштатске културе.

## Галерија
- Пећина Барадла
- Охтинска арагонитна пећина
- Пећина Гомбасек
- Ледена пећина Добшина